# Świstak siwy
Świstak siwy, świstak kanadyjski (Marmota caligata) – gryzoń z rodziny wiewiórkowatych, jeden z przedstawicieli rodzaju Marmota.
Opis: Samiec jesienią waży blisko 15kg, średnia masa ciała wynosi 4- 9kg. Kolor sierści zmienny; kontrastowe umaszczenie na pysku i głowie.
Siedlisko i Występowanie: W miarę posuwania się na północ, siedliska znajdują się na coraz mniejszej wysokości nad poziomem morza, a nawet zbliżają się do poziomu morza w pobliżu Cieśniny Beringa. Występuje od północno-zachodniej części USA (stany Waszyngton, Idaho i Montana) po Kanadę i Alaskę.
Liczebność: Nieznana.